# Денисюк, Юрий Николаевич
Ю́рий Никола́евич Денисю́к (27 июля 1927, Сочи — 14 мая 2006, Санкт-Петербург) — советский физик, один из основоположников оптической голографии. Действительный член Российской академии наук (1992; член-корреспондент с 1970), доктор физико-математических наук (1971, кандидат наук с 1964), профессор (1980).

## Биография
Провёл свою молодость в Ленинграде, в том числе, во время Блокады Ленинграда.
В 1954 году окончил кафедру спектральных и оптико-физических приборов инженерно-физического факультета ЛИТМО и начал научную деятельность в Государственном оптическом институте им. С. И. Вавилова.
В то время его вдохновляла научно-фантастическая повесть «Звёздные корабли» Ивана Ефремова, в которой в древнем диске из неизвестного материала появляется трёхмерное отображение головы космического пришельца, а также замечательные эксперименты нобелевского лауреата 1908 года Габриеля Липпмана. В 1958 году, то есть ещё до появления лазеров с их когерентным излучением, начал собственные эксперименты, в которых использовал излучение лампы на парах ртути и впервые продемонстрировал трёхмерную голограмму.
В 1962 году в журнале «Доклады Академии наук» была опубликована статья Денисюка «Об отображении оптических свойств объектов в волновом поле рассеянного им излучения» и заявлено о регистрации открытия. Многие учёные полагали, что открытие Денисюка похоже на метод цветной фотографии Липпмана или метод Габора, но в 1970 году Комитет по открытиям и изобретениями СССР зарегистрировал метод Денисюка.
Был номинирован на Нобелевскую премию по физике совместно с Д. Габором, коллективом Э. Лейта и Ю. Упатниекса.
С 1971 года возглавлял голографическую лабораторию ГОИ, а позднее — целый отдел, занимавшийся голографической тематикой. С 1988 года руководил также и лабораторией голографии в Физико-техническом институте им. А. Ф. Иоффе.
Им было опубликовано около 240 научных работ, в том числе 35 изобретений.
В честь Ю. Н. Денисюка 5 октября 1998 г. назван астероид из главного пояса (5155) Денисюк.

## Научная деятельность
Работы ученого посвящены физической оптике, в основном голографии. В 1962 году изобрёл способ записи изображения в трёхмерных средах, позволяющий сохранить информацию о фазе, амплитуде и спектральном составе волны, пришедшей от объекта. Такие отражательные голограммы могут быть воспроизведены при освещении пучком обычного белого света. Это научное достижение было оценено в СССР как научное открытие и занесено в Государственный реестр открытий СССР под № 88 с приоритетом от 1 февраля 1962 года в следующей формулировке:
«Установлено ранее неизвестное явление возникновения пространственного неискаженного цветного изображения объекта при отражении излучения от трехмерного элемента прозрачной материальной среды, в которой распределение плотности вещества соответствует распространению интенсивности поля стоячих волн, образующихся вокруг объекта при рассеянии на нем излучения». В 2015 году благодаря этому способу при сотрудничестве Университета ИТМО и музея Фаберже были созданы голографические копии некоторых яиц Фаберже из коллекции.
Награждён Ленинской премией за 1970 год, был избран членом-корреспондентом Академии наук СССР и назначен руководителем вновь созданной лаборатории голографии в Государственном оптическом институте.
Впоследствии изучал принципы динамической голографии (Государственная премия СССР 1982), участвовал в построении систем голографической обработки радиолокационных сигналов (Государственная премия СССР 1989). Показал, что отображающими свойствами обладают также бегущие волны, рассмотрел вопросы голографии в схемах с встречными пучками. Важное место в его деятельности занимало изучение псевдоглубоких голограмм (специфических одномерных структур) и селектограмм (нового типа периодических трёхмерных сред). Под руководством Денисюка был разработан ряд новых светочувствительных материалов (реоксан, капиллярные пористые стекла и композиты), пригодных для записи трёхмерных голограмм.

## Награды
- Орден Почёта (4 июня 1999 года) — за большой вклад в развитие отечественной науки, подготовку высококвалифицированных кадров и в связи с 275-летием Российской академии наук[7]
- Орден Трудового Красного Знамени (1988)
- Орден «Знак Почёта» (1975)
- Медаль «Данк» (3 сентября 2001 года, Кыргызстан) — за заслуги в становлении и развитии научной школы голографии в Кыргызстане[8]
- Ленинская премия (1970)
- Государственная премия СССР (1982, 1989)
- Награда международной кинематографической организации «Интеркамера» (1971)
- Премия имени Д. Габора (1983)
- Большая серебряная медаль и почетный член в Королевском фотографическом обществе Великобритании (1986)
- Премия Р. В. Вуда (1992)
- Почётный доктор университета де Монфор Великобритании (1999)

## Работы
- Денисюк Ю. Н. Голография с записью в трехмерных и двухмерных средах // Труды государственного оптического института имени С. И. Вавилова. — 1969. — Т. 36. — Вып. 165. — С. 121—131.
- Денисюк Ю. Н., Суханов В. И. Голограмма с записью в трехмерной среде как наиболее совершенная форма изображения // УФН. — 1970. — Т. 101. — № 6.
- Денисюк Ю. Н. Принципы голографии. — Л.: Изд-во ГОИ, 1979.
- Денисюк Ю. Н. Особенности отображения волновых полей статическими и доплеровскими трехмерными голограммами // УФН. — 1986. — Т. 148. — № 3.